# 鎮国寺 (山西省)
鎮国寺（ちんこくじ）は、中華人民共和国山西省晋中市平遥県襄垣郷にある仏教寺院。

## 歴史
鎮国寺は、五代十国時代の北漢の天会7年（963年）に創建された。当時は京城寺と呼ばれていました。
明の嘉靖年間（1522年-1566年）は鎮国寺と改名し、現在まで延用されています。
清の嘉慶20年（1815年）、地元政府は万仏殿を修築し、修繕した後の殿宇は元の風格を維持しました。
1965年、山西省人民政府は鎮国寺を山西省文物保護単位に認定した。
1988年、中華人民共和国国務院は鎮国寺を全国重点文物保護単位に認定した。
鎮国寺は1997年に平遥古城の文化財の一部として、ユネスコより世界遺産に登録されている。

## 伽藍
山門、天王殿、鐘楼、鼓楼、万仏殿、観音殿、地蔵殿、三仏楼

## 文化財

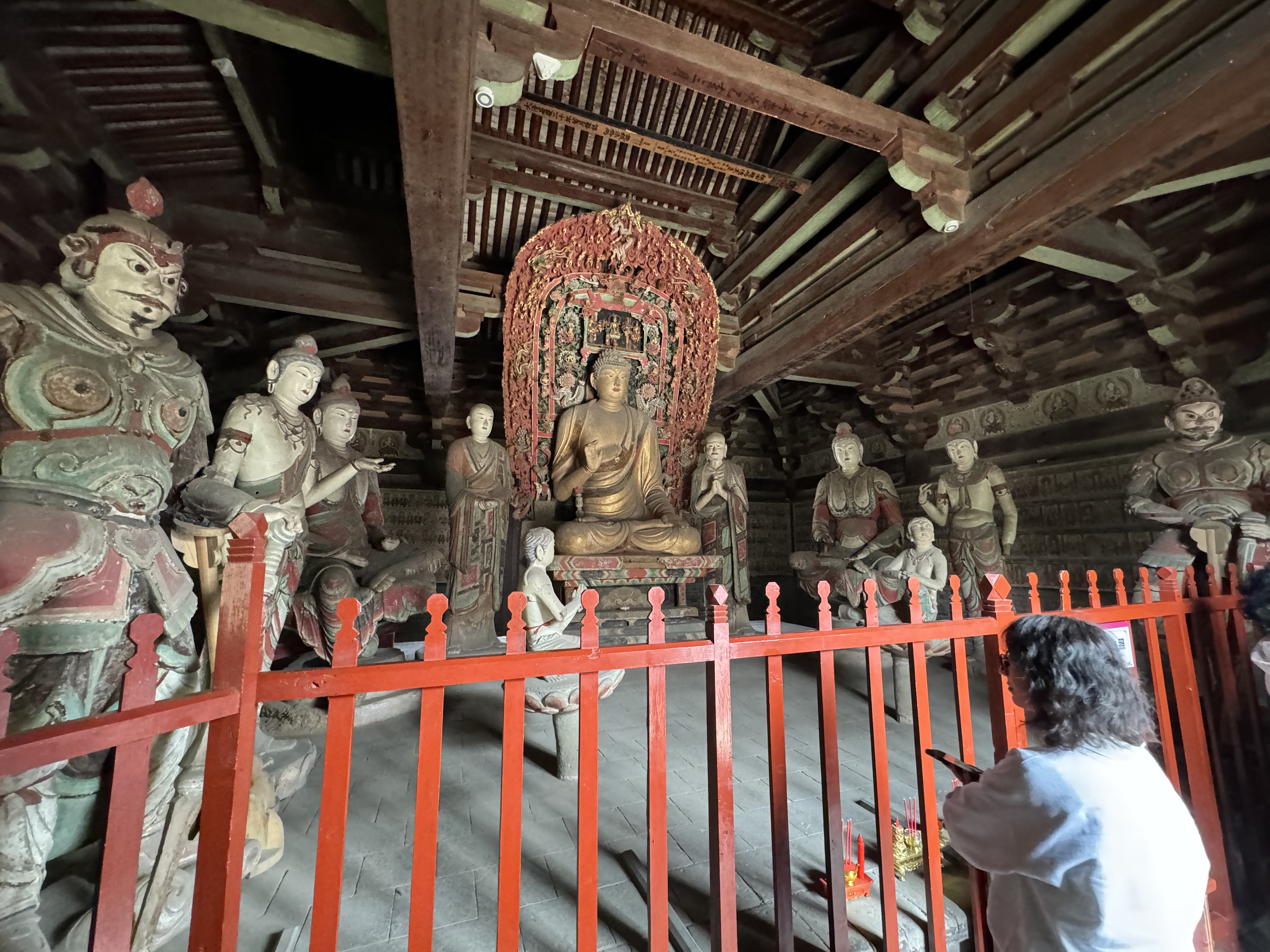
部屋の彫像

- 部屋の彫像万仏殿と内部の五代の塑像
- 三仏殿の明代の壁画

## 五代の塑像
五代の彫像 11 体

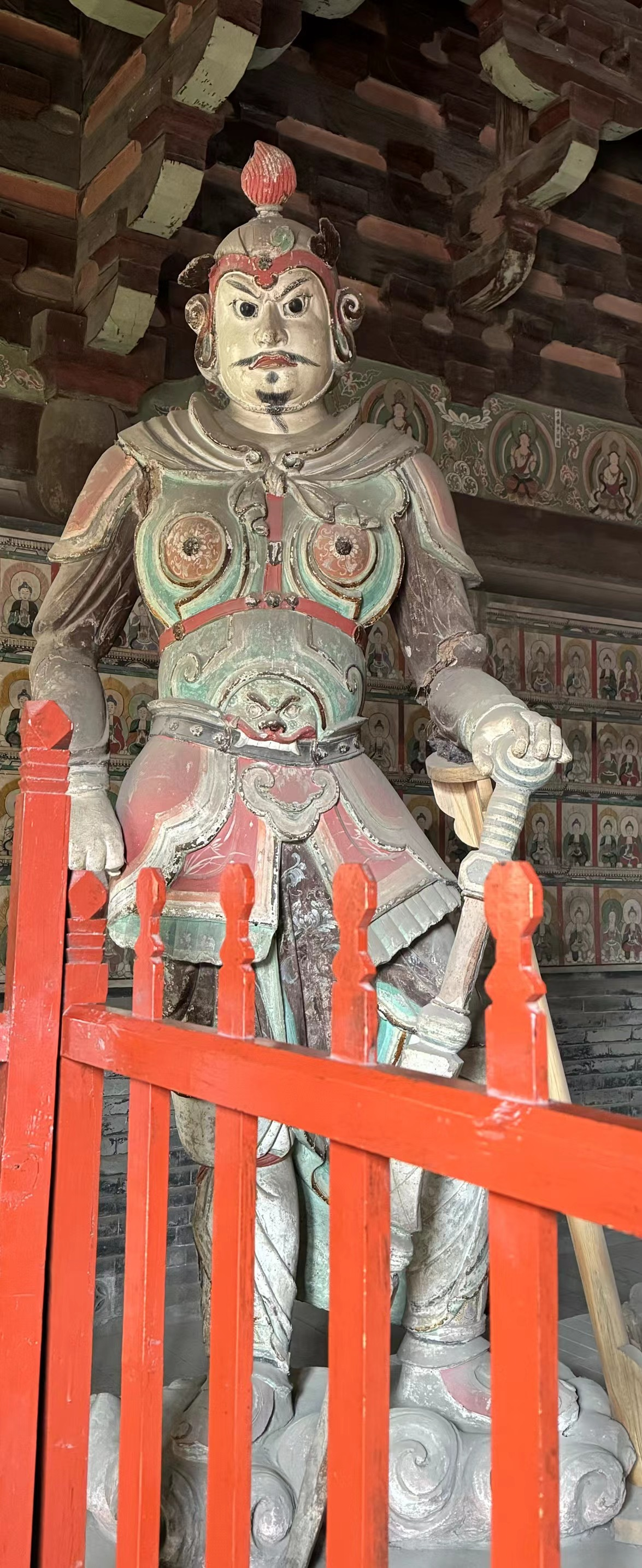
左天王
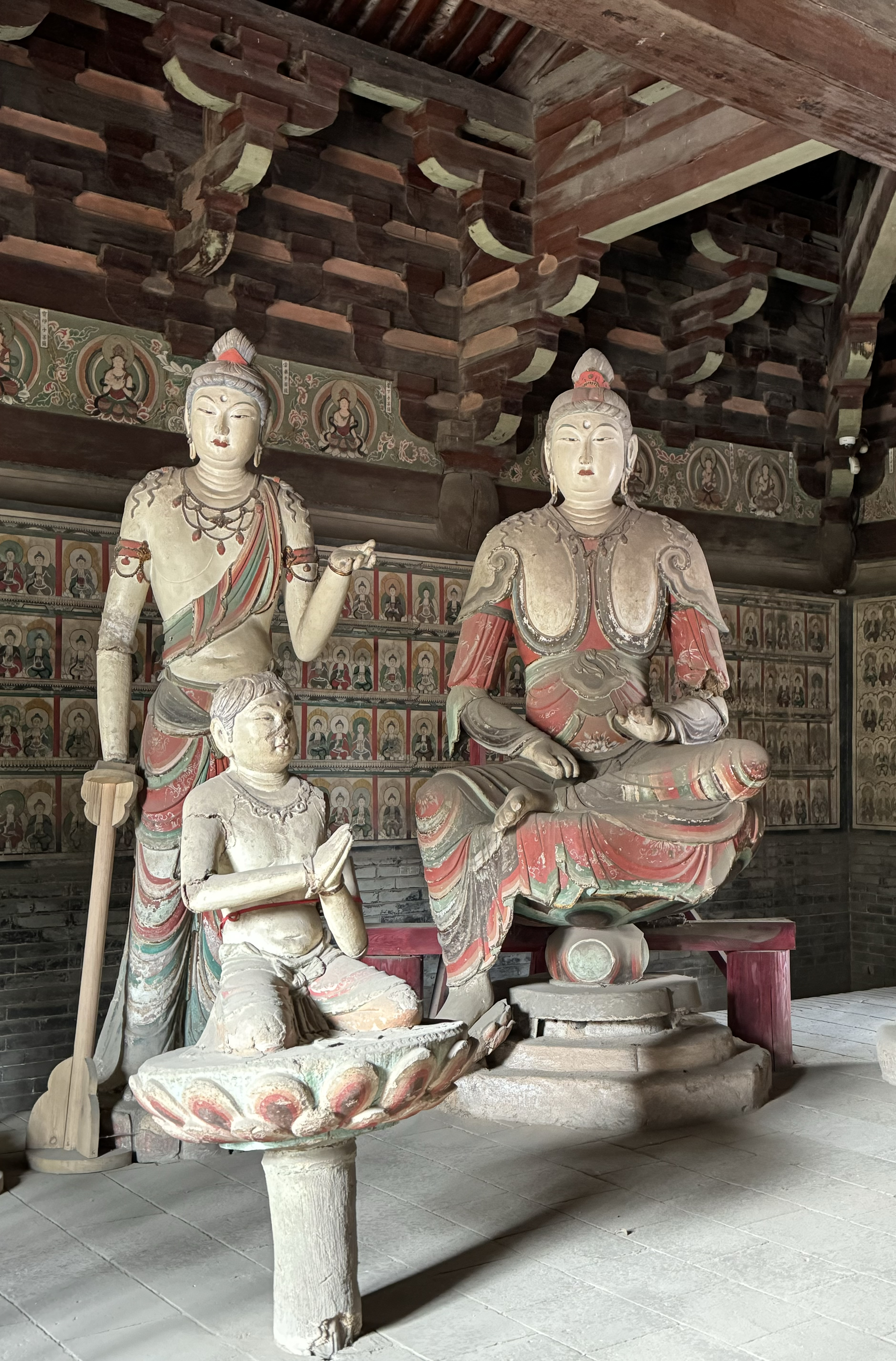
童子，胁侍，菩萨
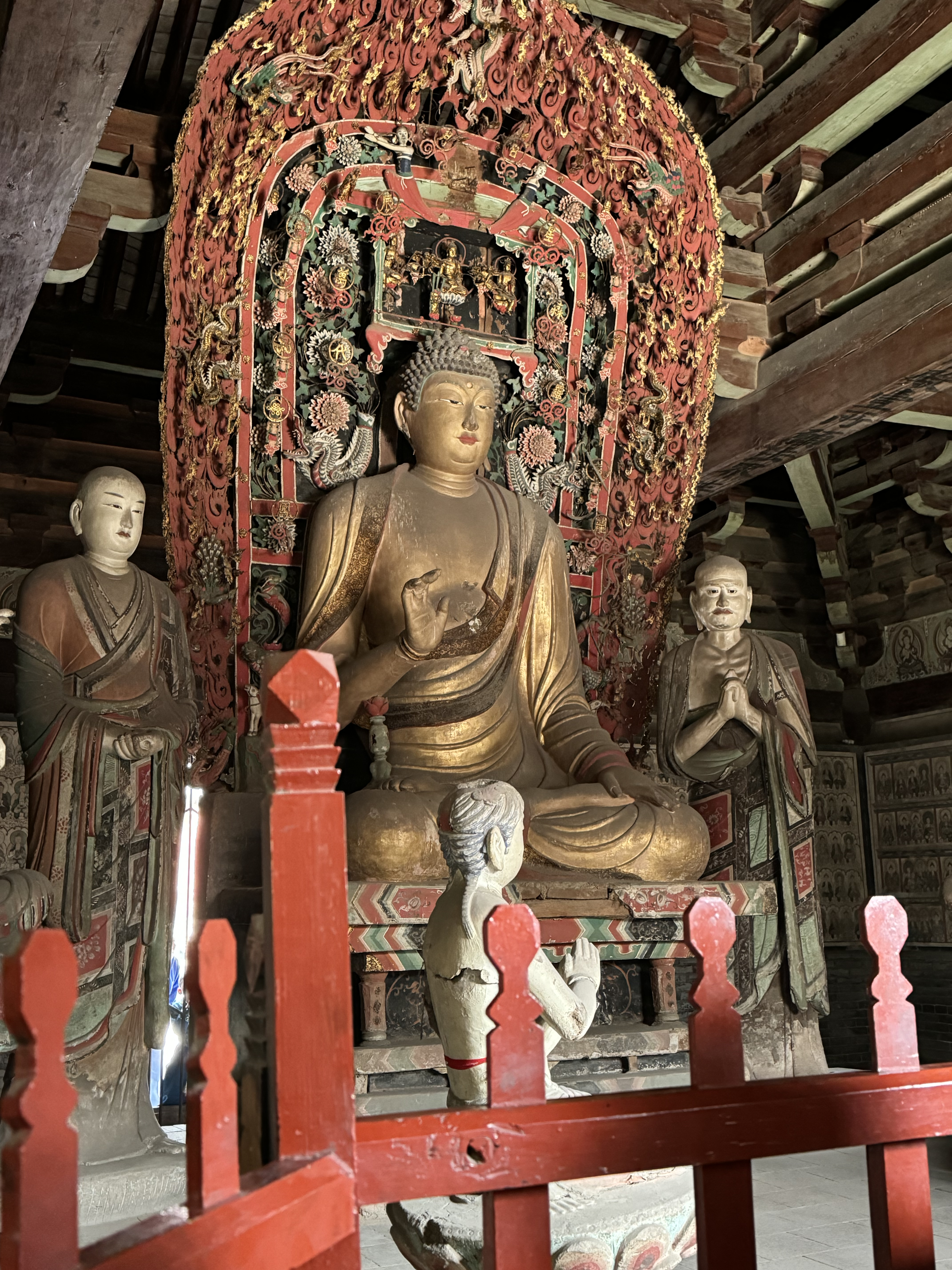
仏，二弟子
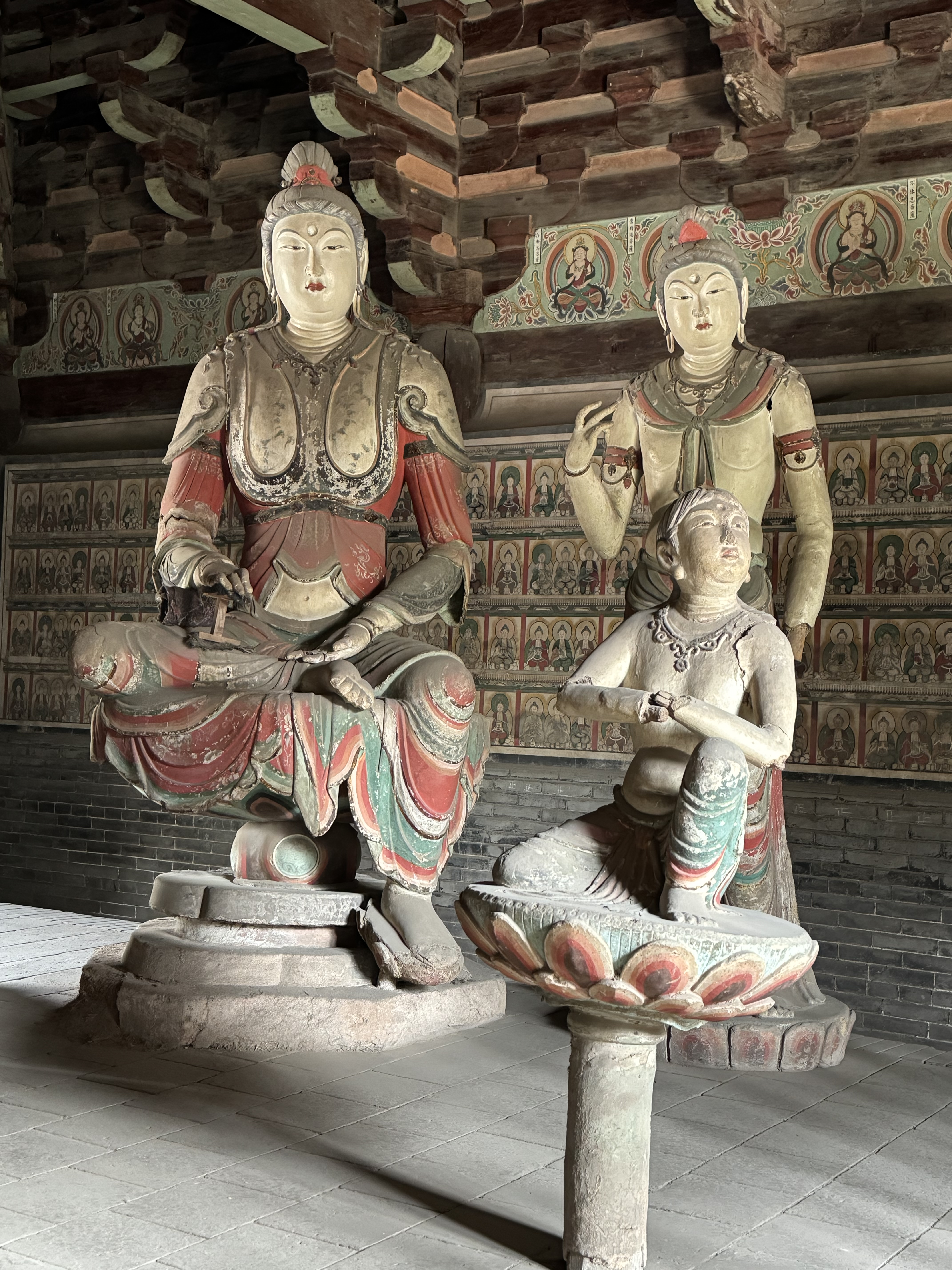
童子，胁侍，菩萨
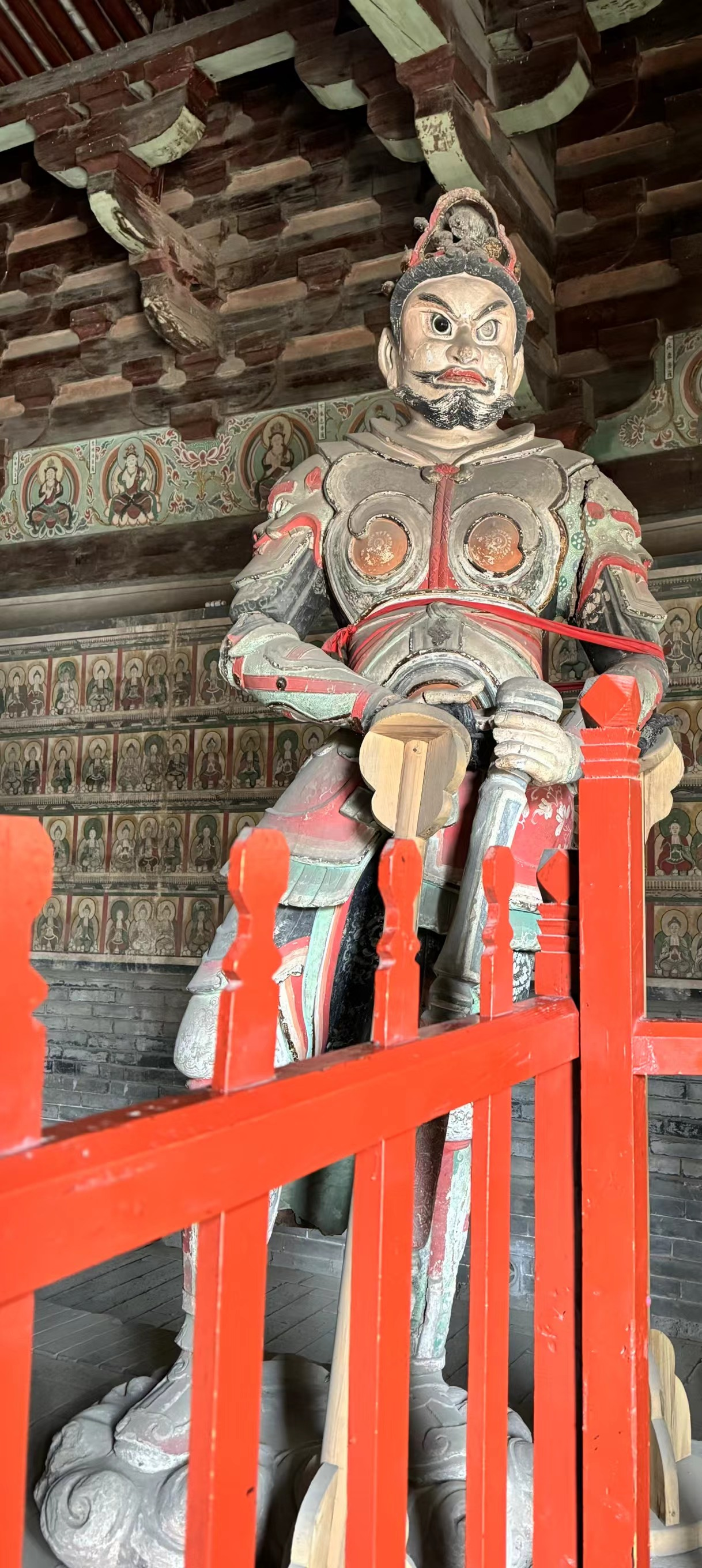
右天王

## ギャラリー
- 院外西側面。
- 天王殿。
- 天王殿。
- 天王殿。
- 万仏殿正面。
- 万仏殿背面。
- 万仏殿前檐。
- 万仏殿後檐。
- 万仏殿鋪作。
- 万仏殿西側檐。
- 万仏殿前檐壁画。
- 万仏殿西北檐角。
- 万仏殿の仏像。
- 地蔵殿。
- 観音殿。
- 三仏楼。

## 仏像の写真

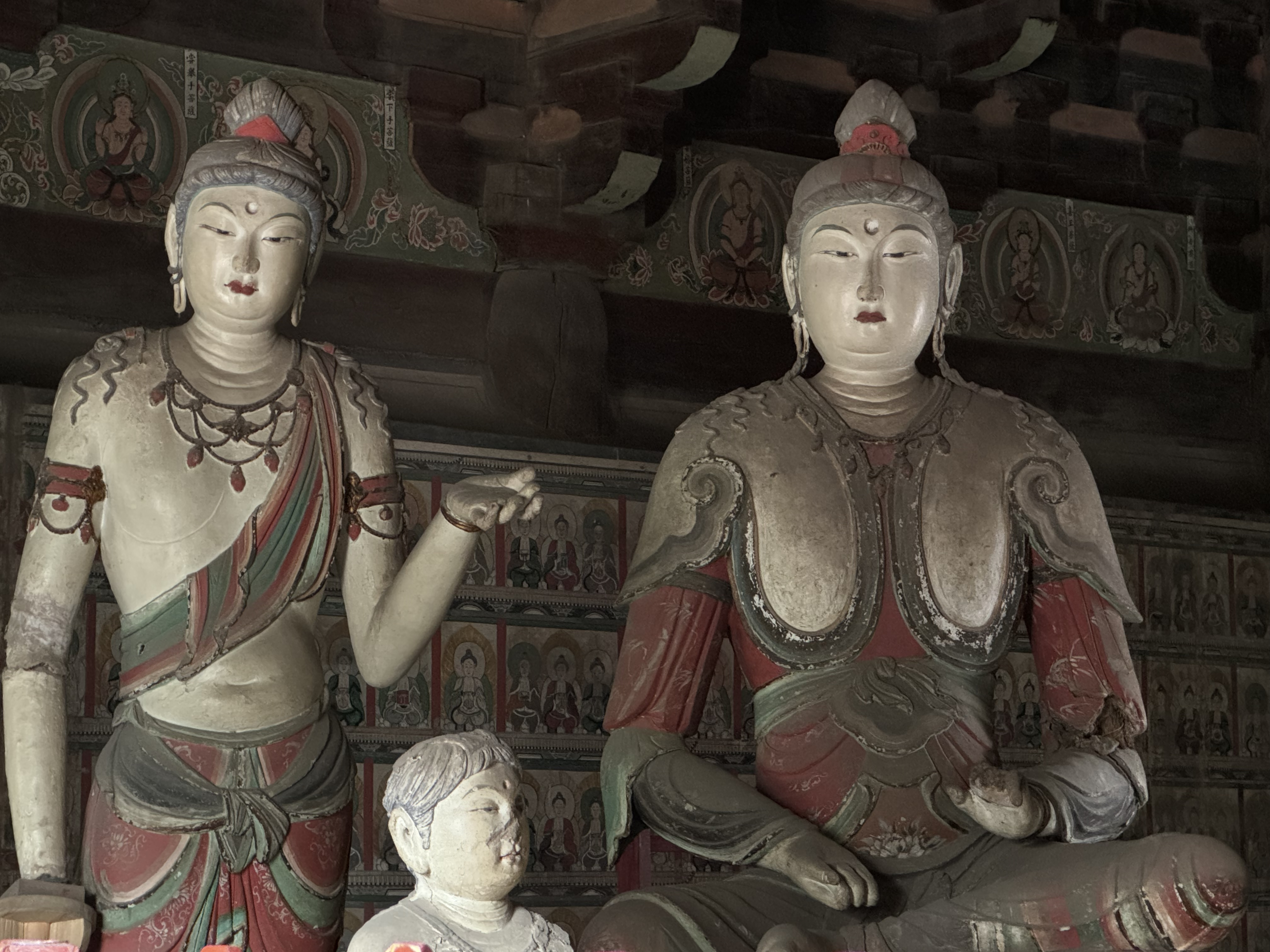
左胁侍，右菩萨
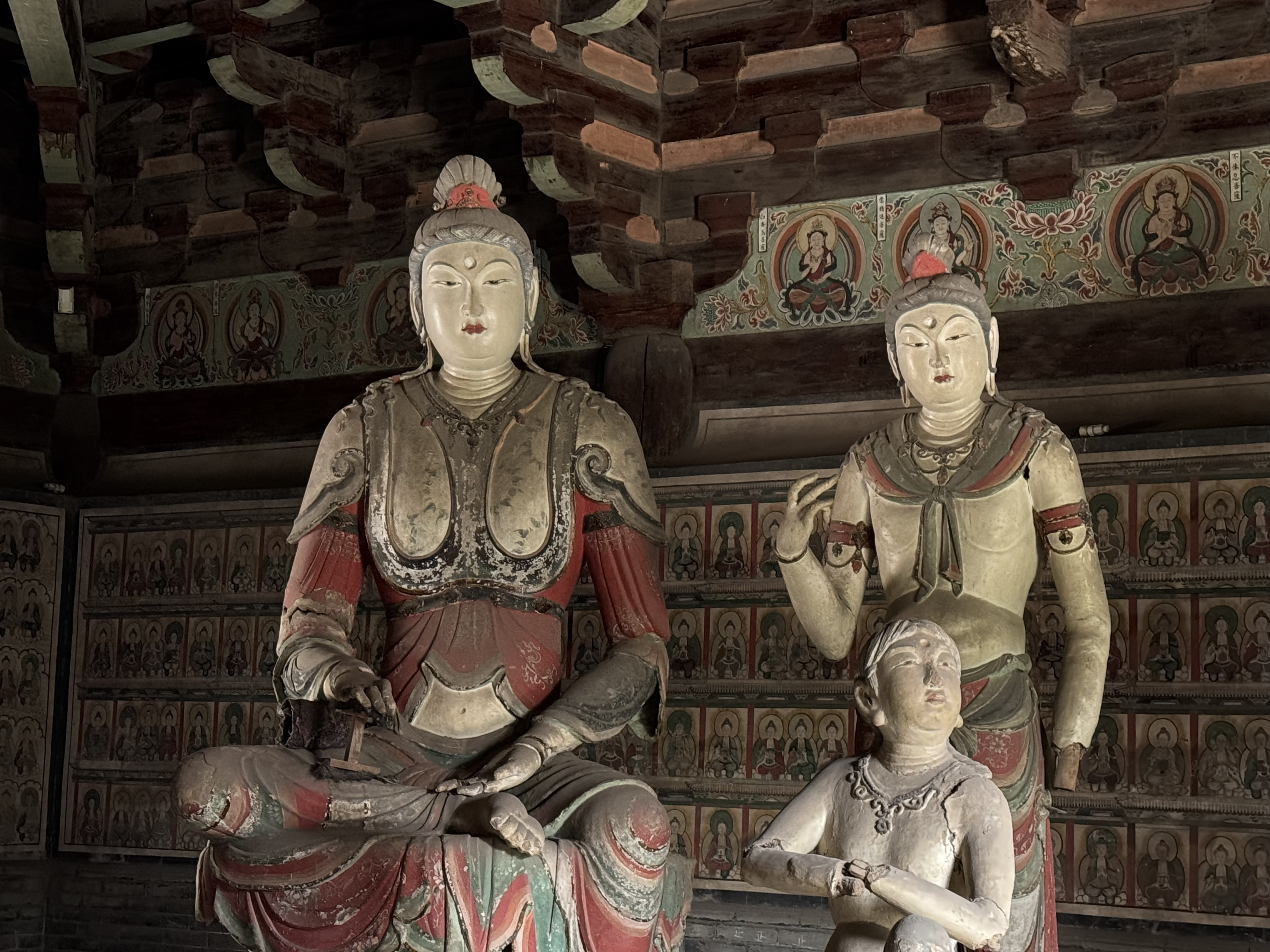
左菩萨，右胁侍
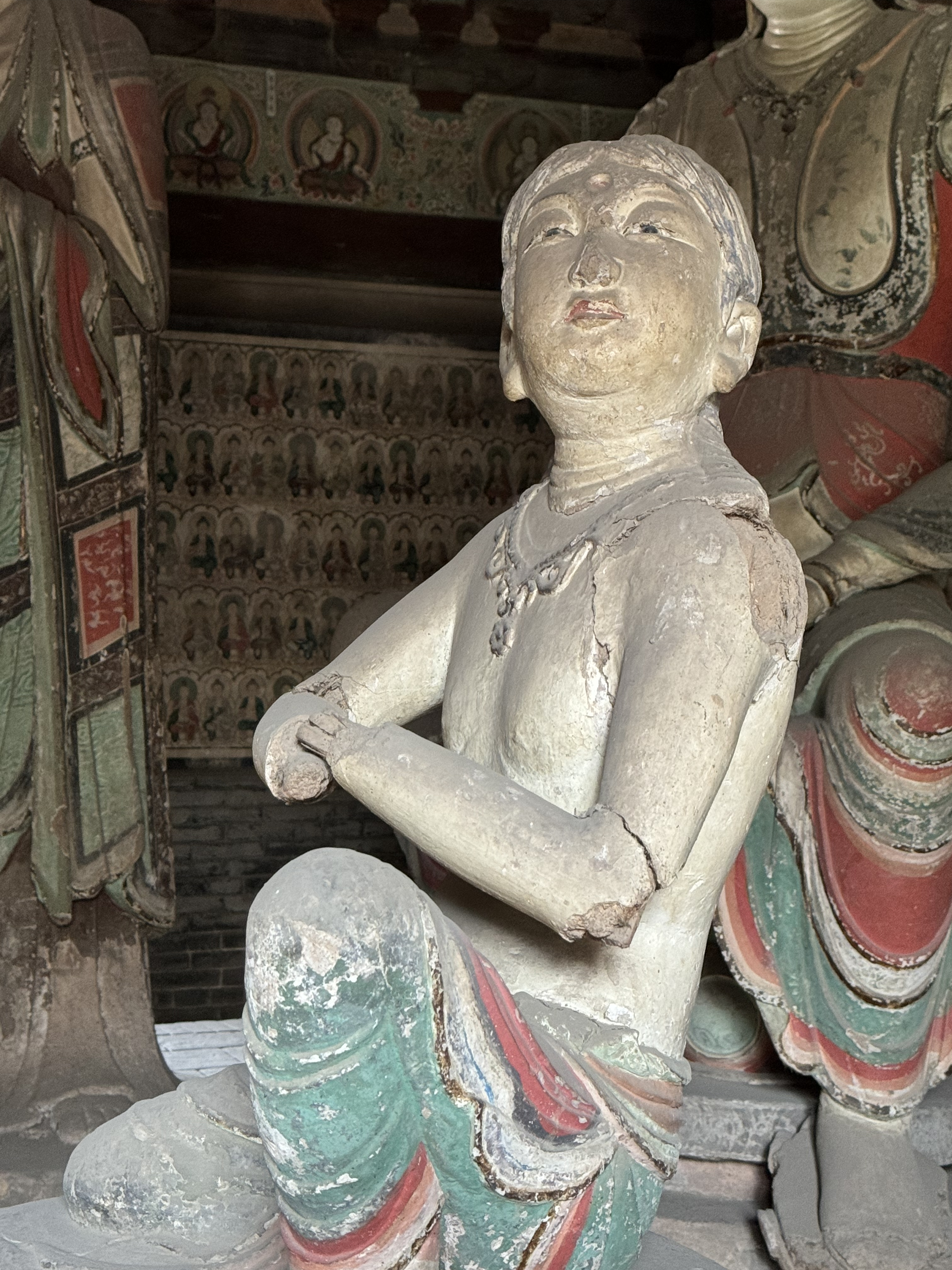
童子
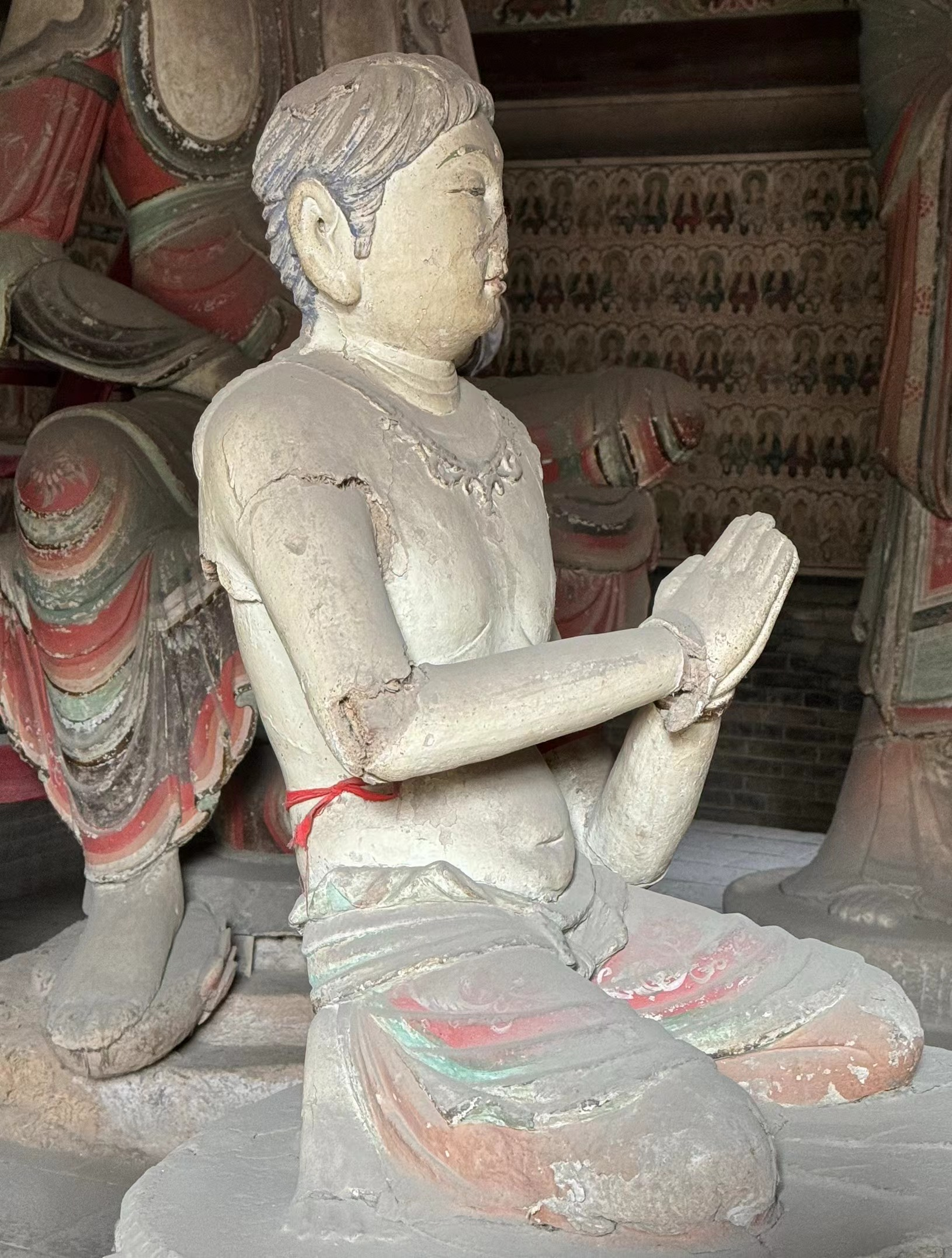
童子
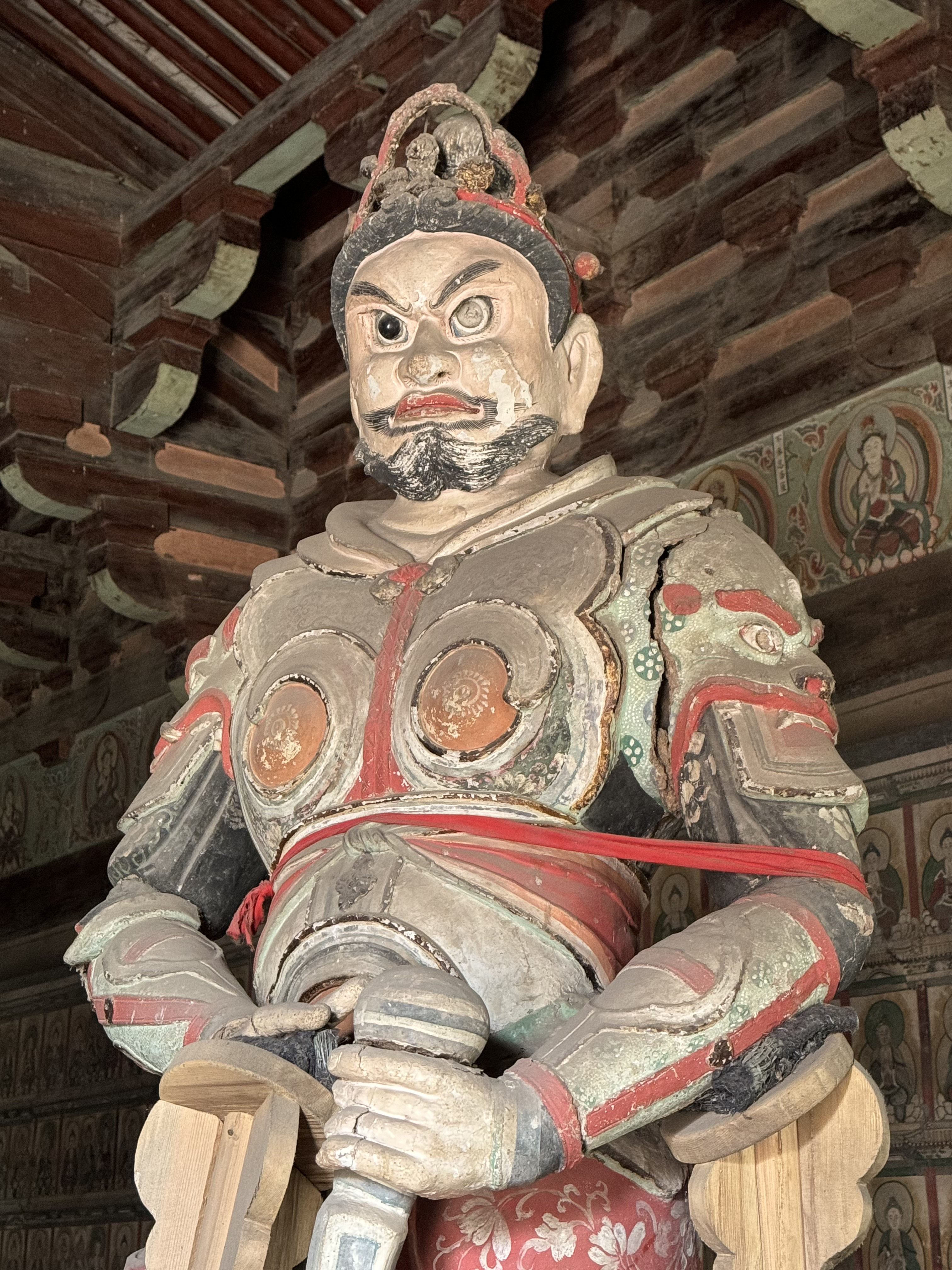
天王